# Эстлунд, Эрик
Эрик Эстлунд (швед. Erik Östlund; 23 сентября 1962 года) — шведский лыжник, чемпион мира. Муж известной лыжницы Мари-Хелен Эстлунд. 

## Карьера
В Кубке мира Эстлунд дебютировал в 1983 году, в январе 1986 года единственный раз в карьере попал в тройку лучших в индивидуальной гонке на этапе Кубка мира. Кроме этого имеет на своём счету 8 попаданий в десятку лучших в индивидуальных гонках на этапах Кубка мира. Лучшим достижением Эстлунда в общем итоговом зачёте Кубка мира является 4-е место в сезоне 1985/86.
За свою карьеру на чемпионатах мира завоевал одну серебряную и одну бронзовую медали, обе в эстафетных гонках. 